# Josef Winkelirer
Josef Winkelirer, également connu sous le nom de Joseph Winkelirer, et depuis 1842 sous le nom de famille Winkler, né en 1800 à Düsseldorf et mort à une date inconnue, est un peintre allemand de portraits et de paysages de l'école de Düsseldorf.

## Biographie
Josef Winkelirer naît en 1800 à Düsseldorf. Il étudie à l'Académie des Beaux-Arts de Düsseldorf sous la direction de Peter von Cornelius et Johann Wilhelm Schirmer ainsi qu'à l'Académie des Beaux-Arts de Munich. En 1832 et 1844, il participe aux expositions de l'Académie de Berlin. D'abord attiré par la peinture d'histoire, il se tourne à partir de 1830 vers la peinture de paysage. Il peint également des portraits. Josef Winkelirer est un ami du juge Anton Fahne. Il enseigne la peinture à l'épouse de ce dernier, Julie, née Stommel. On sait d'ailleurs peu de choses sur sa vie.

## Œuvres
- Die Brüder Preyer zeichnend in der Landschaft (Johann Wilhelm Preyer et Gustav Preyer (de)), um 1830[6]
- Porträt eines Herrn in einer Landschaft (wohl Anton Fahne), 1836
- Brustbild einer Dame in violettem Kleide mit feinen Spitzen, Kragen und hoher Frisur (Damenbildnis in romantischer Landschaft, wohl Julie Fahne, geb. Stommel), 1836, 1853 in der Sammlung von Anton Fahne auf Schloss Roland[7]
- Die Bergpredigt, 1887 im Verzeichnis des städtischen Museums zu Leipzig[8]

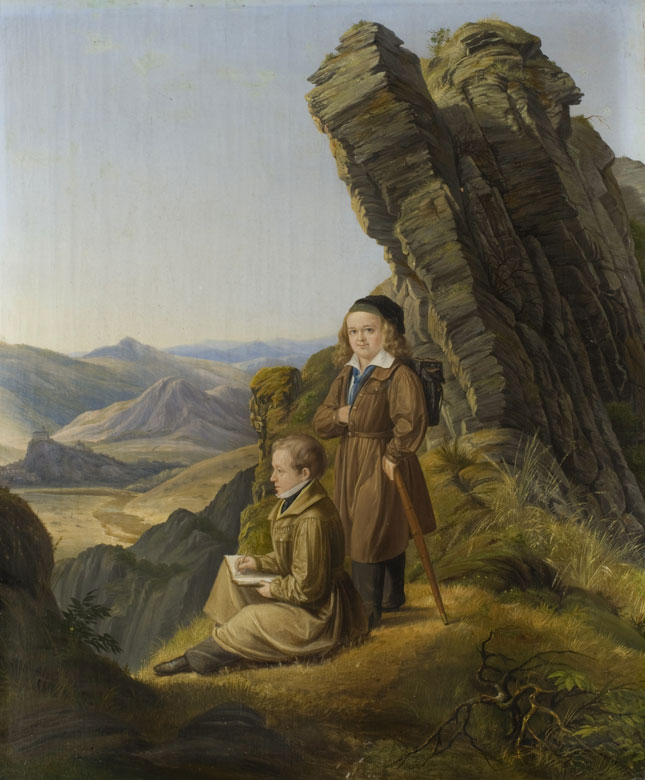
Die Brüder Preyer zeichnend in einer Landschaft (Johann Wilhelm und Gustav Preyer (de)), um 1830
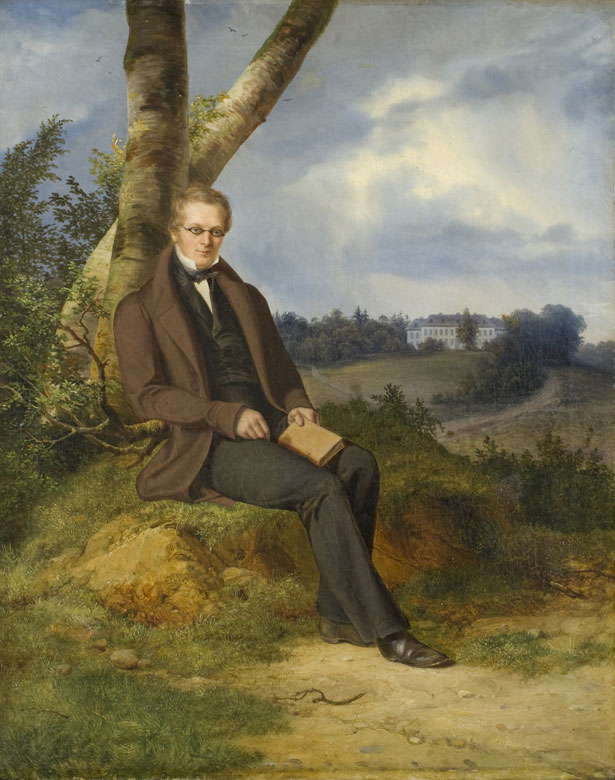
Porträt eines Herrn in einer Landschaft, wohl Anton Fahne, der Freund des Malers, 1836